# Siergiej Nowikow (judoka)
Siergiej Pietrowicz Nowikow, ros. Серге́й Петрович Новиков (ur. 25 grudnia 1949 w Moskwie, zm. 16 kwietnia 2021) – radziecki judoka. Złoty medalista olimpijski z Montrealu.
Walczył w kategorii ciężkiej (powyżej 93 kg). Igrzyska w 1976 były jego pierwszą olimpiadą, brał także udział w IO 80. W 1973 był trzeci na mistrzostwach świata, dwa lata później zajął drugie miejsce. Był również złotym medalistą mistrzostw Europy w 1973, 1974 i 1976. 
Pochowany na Cmentarzu Kuncewskim w Moskwie.

## Odznaczenia
- Order „Znak Honoru”[5]